# Wola Baranowska
Wola Baranowska (do 1928 Wola Gołego) – wieś w Polsce położona w północno-zachodniej części województwa podkarpackiego, w powiecie tarnobrzeskim, w gminie Baranów Sandomierski.
W latach 1975–1998 miejscowość administracyjnie należała do województwa tarnobrzeskiego.

## Opis
Wieś leży na skrzyżowaniu drogi wojewódzkiej nr 872 Łoniów – Baranów Sandomierski – Majdan Królewski i drogi powiatowej Tarnowska Wola – Padew Narodowa. Pod względem fizycznogeograficznym według Jerzego Kondrackiego obszar wsi położony jest w mezoregionie Równiny Tarnobrzeskiej wchodzącej w skład Kotliny Sandomierskiej, będącej największym makroregionem północnego Podkarpacia.
Znajduje się tu stacja kolejowa położona na szerokotorowej linii linii kolejowej nr 65 (LHS).

## Części wsi
| SIMC    | Nazwa         | Rodzaj    |
| ------- | ------------- | --------- |
| 0787827 | Górka         | część wsi |
| 0787833 | Granicznik    | część wsi |
| 0787840 | Grochowiaki   | część wsi |
| 0787856 | Holendry      | część wsi |
| 0787862 | Krakowska     | część wsi |
| 0787879 | Potok         | część wsi |
| 0787885 | Przedkościele | część wsi |
| 0787891 | Sołtysie      | część wsi |
| 0787900 | Średniówka    | część wsi |

## Historia
Pierwszą wzmiankę o Woli Gołego znajdujemy w aktach baranowskich, które to mówią: "W połowie XVI wieku przeszły dobra baranowskie tj. miasteczko Baranów z wsiami: Wójków, Suchorzów, Gołego Wola, Przewóz w posiadanie Stanisława Tarnowskiego." Przez cały czas istnienia wsi jej losy związane były w większym lub mniejszym stopniu z Baranowem, a ściślej mówiąc z rodzinami dziedziców baranowskich i z losami parafii baranowskiej, ponieważ aż do 1924 r. Wola Gołego należała do parafii w Baranowie. Jeśli chodzi o nazwę wsi "Wola Gołego" toczyły się spory i do końca nie zostało to wyjaśnione. Jedni twierdzą, że nazwa ta pochodzi od niejakiego właściciela "Goła", inni zaś, że od pustych pól, których nie uprawiano z tego powodu, że przez bardzo długi czas w ciągu roku na polach stała woda. Wydaje się jednak, że ta druga teza jest bardziej prawdopodobna. Ponadto istnieje jeszcze inny zapis, nie podający nazw "Wola Gołego", lecz "Wolica". Sądzi się, że obie te nazwy występowały jednocześnie. Nazwa "Wola Gołego" wywoływała różne nastroje, dlatego też w 1928 r. Rada Gminna zwróciła się do Ministra Spraw Wewnętrznych z prośbą, aby nazwę wsi zmieniono na "Wola Baranowska" – Ministerstwo tę propozycję przyjęło i od tamtego czasu miejscowość zwie się "Baranowska".
W 1854 r. powstała Jednoklasowa Szkoła Ludowa, której fundatorem był Karol Hrabia Krasicki. W czasach austriackich życie toczyło się sennie i monotonnie, niejakim urozmaiceniem były lata nędzy i klęsk żywiołowych. Czasy te to także okres wkraczania techniki w życie mieszkańców – w 1889 r. powstała kolej łącząca Dębicę z Rozwadowem przechodząca w pobliżu wsi. W 1910 i 1919 r. przeprowadzono prace melioracyjne.
W 1900 r. odbył się spis powszechny – we wsi żyło wówczas 1035 mieszkańców. W 1914 r. wybuchła I wojna światowa. Tego roku, 11 sierpnia, powołano pod broń wszystkich mężczyzn ze wsi. Po wycofaniu się wojsk austriackich, 18 września do wsi wkroczyły oddziały armii rosyjskiej. Podczas działań wojennych wieś została w znacznym stopniu zniszczona.
Następne wydarzenia historyczne, jakie zaszły w miejscowości, związane były z erygowaniem parafii rzymskokatolickiej. 15 sierpnia 1924 r. odbyła się pierwsza Msza Święta z nadaniem aktu erekcyjnego. Pierwszym proboszczem parafii był ksiądz Józef Masztalerz. Pierwotnie kościół znajdował się w budynku przerobionym z karczmy. W 1925 r. rozpoczęto budowę nowego trójnawowego kościoła w stylu romańsko-barokowym. Ukończono ją w 1932 r., a konsekrowano 27 listopada.
W 1939 r. podczas kampanii wrześniowej przez tutejszą okolicę przepłynęła fala uciekinierów z zachodu. Ludność wiejska dotkliwie odczuwała silną władzę niemiecką – dręczona była m.in. obowiązkowymi dostawami na rzecz III Rzeszy. W czasie wojny zginęło wielu mieszkańców wsi.
Pierwsze czołgi radzieckie wkroczyły do wsi 4 sierpnia 1944 r. o godz. 14.30. Niemcy jednak nie ustępowali. Po wycofaniu się z okolicznych wsi umocnili się na linii wsi – Dymitrów Mały, Padew Narodowa, Babule. Wojska radzieckie okopały się na linii wsi – Baranów Sandomierski, Wola Baranowska, Knapy. Rozpoczęła się regularna bitwa, przebiegająca 4 i 5 sierpnia. Po zakończeniu tej operacji wojska radzieckie przeprawiły się na drugą stronę Wisły, tworząc Przyczółek Baranowsko-Sandomierski, stąd zimą 1944/1945 r. ruszyła wielka ofensywa, która zakończyła się zdobyciem Berlina.
Po wojnie odbudowano zniszczone budynki, wybudowano asfaltową drogę łączącą wieś z Baranowem Sandomierskim, a dalej z Tarnobrzegiem. W 1957 r. zelektryfikowano miejscowość, tego też roku powstał Komitet Budowy Szkoły. Przy wysiłku całego miejscowego społeczeństwa wzniesiono szkołę – Pomnik Tysiąclecia Państwa Polskiego. Budynek szkoły oddano do użytku sześć lat później w 1963 r.

## Parafia
Samodzielna parafia powstała w 1924 r. Wtedy to biskup Leon Wałęga wydzielił Parafię Najświętszego Serca Pana Jezusa w Woli Baranowskiej z parafii baranowskiej. W centrum wsi znajduje się murowany, trójnawowy kościół pw. Najświętszego Serca Pana Jezusa. Do świątyni dostawiono węższe prezbiterium oraz dwie przybudówki zakrystyjne. Od frontu wznosi się wysoka czworoboczna wieża, zwieńczona herbem. Wnętrze zostało sklepione, a sklepienia oparto na sześciu filarach. Całość nakrywa dach siodłowy. Wyposażenie wnętrza pochodzi częściowo z okresu przedwojennego, częściowo z lat 50. XX w. W wieży mieszczą się dwa dzwony. Kościół został wzniesiony w latach 1927–1932, w miejscu starego, drewnianego, który spłonął w 1926 r. W czasie działań wojennych został dość poważnie uszkodzony – stąd też w latach 1950–1951 przeprowadzono generalny remont budowli. Ponowna konsekracja miała miejsce 4 maja 1958 r. Tuż przy kościele wzniesiono w 1925 r. parterową plebanię w kształcie dworku z gankami i portykami.